# 白マイン川
白マイン川（しろマインがわ、Weißer Main または Weißmain）は、マイン川右岸、北部の源流である。この川は、フィヒテル山地に湧出し、クルムバッハ南西部のシュタイネンハウゼン地区で赤マイン川と合流する。全長は、41kmから52.8kmの間で変化する。マイン川の支流には、ヴァイスマイン川（Weismain。Weißmainと発音が同じ）という左岸支流がある。
白っぽい土壌（花崗岩質）からなる白マイン川の水源が、白く濁った川を生み出す所以である。

## 水源

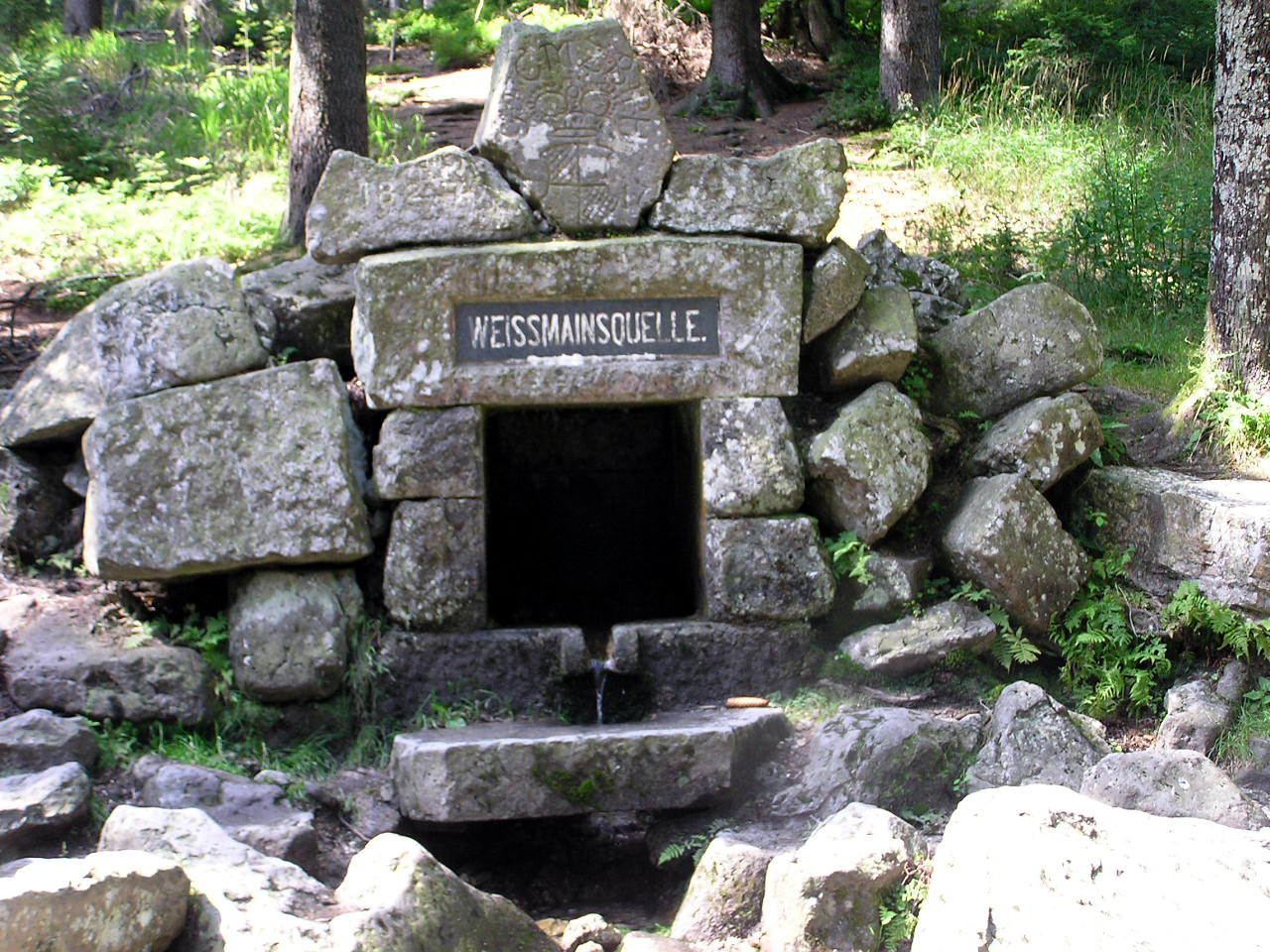
白マイン川水源

白マイン川の水源は、オクゼンコプフ山の東斜面、海抜887mに位置する。ブランデンブルク＝バイロイト辺境伯フリードリヒは、1717年に花崗岩の石を標識として置かせた。この石にはホーエンツォレルン家の紋章が刻まれていた。ヨハン・ヴォルフガング・ゲーテは1785年にこの水源を訪れている。しかし彼は、シュネーベルク山の南東に水源があると思っていた。
白マイン川の水源は、長さでは赤マイン川の方が長いのだが、マイン川の水源の一つとして扱われている。

## 支流
- エルシュニッツ川
- ドプラハ川
- ショルガスト川
- トレプガスト川

## 流域の都市
- バート・ベルネック
- クルムバッハ